# Acronema muscicolum
Acronema muscicolum är en flockblommig växtart som först beskrevs av Hand.-mazz., och fick sitt nu gällande namn av Hand.-mazz. Acronema muscicolum ingår i släktet Acronema och familjen flockblommiga växter. Inga underarter finns listade i Catalogue of Life.